# Dothan Pro Tennis Classic 2012
Il Dothan Pro Tennis Classic 2012 è stato un torneo professionistico di tennis femminile giocato sulla terra verde. È stata la 12ª edizione del torneo, che fa parte dell'ITF Women's Circuit nell'ambito dell'ITF Women's Circuit 2012. Si è giocato a Dothan negli USA dal 16 al 22 aprile 2012.

## Partecipanti

### Teste di serie
| Nazionalità | Giocatrice           | Ranking* | Testa di serie |
| ----------- | -------------------- | -------- | -------------- |
| Canada      | Stéphanie Dubois     | 92       | 1              |
| Romania     | Edina Gallovits-Hall | 96       | 2              |
| Stati Uniti | Irina Falconi        | 104      | 3              |
| Croazia     | Mirjana Lučić        | 108      | 4              |
| Russia      | Alla Kudrjavceva     | 117      | 5              |
| Giappone    | Misaki Doi           | 122      | 6              |
| Stati Uniti | Alison Riske         | 124      | 7              |
| Giappone    | Erika Sema           | 134      | 8              |

- Ranking al 9 aprile 2012.

### Altre partecipanti
Giocatrici che hanno ricevuto una wild card:
- Whitney Jones
- Madison Keys
- Melanie Oudin
- Jessica Pegula

Giocatrici che sono passate dalle qualificazioni:
- Sharon Fichman
- Sacha Jones
- Maria Sanchez
- Valerija Solov'ëva

Giocatrici che hanno ricevuto una entry come junior exempt:
- Eugenie Bouchard

## Campionesse

### Singolare
Camila Giorgi ha battuto in finale  Edina Gallovits-Hall con il punteggio di 6–2, 4–6, 6–4

### Doppio
Eugenie Bouchard /  Jessica Pegula hanno battuto in finale  Sharon Fichman /  Marie-Ève Pelletier con il punteggio di 6–4, 4–6, [10–5]